# Tephronia duercki
Tephronia duercki là một loài bướm đêm trong họ Geometridae.